# Titularbistum Boseta
Boseta ist ein Titularbistum der römisch-katholischen Kirche. 
Das Bistum war bis ins 5. bzw. 6. Jahrhundert n. Chr. in der römischen Provinz Africa proconsularis und unterstand als Suffraganbistum dem Metropoliten von Karthago.
| Titularbischöfe von Boseta |                                                       |                                                                                            |                  |                   |
| Nr.                        | Name                                                  | Amt                                                                                        | von              | bis               |
| 1                          | François Van den Berghe CICM                          | Apostolischer Koadjutorvikar/Apostolischer Vikar von Lisala (Demokratische Republik Kongo) | 9. Februar 1943  | 10. November 1959 |
| 2                          | Vincent de Paul Pham Van Du                           | Weihbischof in Lạng Sơn und Cao Bằng (Vietnam)                                             | 5. März 1960     | 24. November 1960 |
| 3                          | Erasmo Hinojosa Hurtado                               | Koadjutorbischof von Piura (Peru)                                                          | 3. Mai 1961      | 6. Januar 1963    |
| 4                          | Manuel Jerónimo Yerena y Camarena                     | emeritierter Bischof von Huejutla (Mexiko)                                                 | 19. August 1963  | 2. Februar 1971   |
| 5                          | Alfonso López Trujillo Titularerzbischof pro hac vice | Weihbischof in Bogotá Koadjutorerzbischof von Medellín (Kolumbien)                         | 25. Februar 1971 | 2. Juni 1979      |
| 7                          | Antonio Magnoni                                       | Kurienerzbischof                                                                           | 24. April 1980   | 18. März 2007     |
| 8                          | Francisco Mendoza de Leon                             | Weihbischof in Antipolo (Philippinen)                                                      | 27. Juni 2007    | 21. November 2015 |
| 9                          | Miguel Fernando González Mariño                       | Weihbischof in Ibagué (Kolumbien)                                                          | 11. Februar 2016 | 19. Dezember 2020 |
| 10                         | Marcos Pirán                                          | Weihbischof in Holguín (Kuba)                                                              | 19. März 2021    |                   |